# Piedra de Azúcar
Piedra de Azúcar är en ort i Mexiko.   Den ligger i kommunen San Felipe Usila och delstaten Oaxaca, i den sydöstra delen av landet, 300 km sydost om huvudstaden Mexico City. Piedra de Azúcar ligger 83 meter över havet och antalet invånare är 228.
Terrängen runt Piedra de Azúcar är kuperad åt nordväst, men åt sydost är den bergig. Piedra de Azúcar ligger nere i en dal. Runt Piedra de Azúcar är det ganska glesbefolkat, med 47 invånare per kvadratkilometer. Närmaste större samhälle är San Felipe Usila, 9,2 km sydväst om Piedra de Azúcar. I omgivningarna runt Piedra de Azúcar växer i huvudsak städsegrön lövskog.